# Поддьяков, Александр Николаевич
Алекса́ндр Никола́евич Поддья́ков (род. 21 марта 1962) — советский и российский психолог. Доктор психологических наук, профессор.

## Биография
Сын психолога, академика РАО Н. Н. Поддьякова (1929—2021). В 1979 году окончил физико-математический класс средней школы № 91 Москвы.
Поступил на факультет психологии МГУ, который окончил в 1985 году. В 1990 году защитил диссертацию на соискание учёной степени кандидата психологических наук по теме «Формирование деятельности экспериментирования у дошкольников с новыми объектами разной сложности» (специальность 19.00.07 — «педагогическая психология»).
В 2001 году защитил диссертацию на соискание учёной степени доктора психологических наук по теме «Развитие исследовательской инициативности в детском возрасте» (специальность 19.00.07 — «педагогическая психология»). В 2009 году присвоено учёное звание профессора.
Профессор кафедры педагогической психологии и педагогики факультета психологии МГУ имени М. В. Ломоносова, а также департамента психологии факультета социальных наук НИУ ВШЭ.
Главный научный сотрудник Лаборатории психологии и психофизиологии творчества Институт психологии РАН.
Член редакционных коллегий журналов «Организационная психология», «Психологические исследования», «Психология. Журнал Высшей школы экономики», «Culture and Psychology», «Integrative Psychological and Behavioral Science», «Mathematical Thinking and Learning». Автор более 150 публикаций.

## Научная деятельность
Разрабатывает концепцию исследовательской деятельности и творческого мышления человека в сложных развивающихся областях, в условиях высокой новизны, динамики и противоречивости. Концепция носит междисциплинарный характер, интегрируя положения психологии, теории сложных динамических систем, логики, математики и конфликтологии. Один из ключевых пунктов анализа — помощь и противодействие, как два фундаментальных вида взаимодействия в различных видах активности и деятельности.
В области психологии мышления ведёт исследования решения комплексных проблем. Под комплексной проблемой понимается открытая, изменяющаяся по ходу решения проблема, в которую входит множество различных подпроблем, связанных друг с другом как прямыми, непосредственными, так и отдалёнными отношениями и связями, так что невозможно решить какую-либо из этих подзадач изолированно, по отдельности, и приходится «распутывать» сразу всё одновременно, причём часто в условиях ограниченности ресурсов — материальных, временных и др. Решение комплексных проблем требует комплекса способностей высокого уровня: познавательных (способностей собирать разнообразную информацию из множества источников, обрабатывать её в условиях ограниченного времени и принимать несколько решений одновременно), личностных и эмоциональных (способностей действовать в условиях новизны и неопределённости, внутренней готовности к различным результатам действий, в том числе неожиданным — как положительным, так и отрицательным), социальных способностей, связанных с пониманием и учётом намерений и действий множества людей — партнёров, союзников и противников. А. Н. Поддьяков сформулировал перечень методологических представлений о решении комплексных проблем и дал анализ различных психологических инструментов их решения (понятий, образов, стратегий поисковых проб и др.).
В области образования А. Н. Поддьяков анализирует совпадения и противоречия интересов и ценностей различных участников образовательного процесса, стремящихся к различным целям. Разработал классификации типов помощи и противодействия обучению другого субъекта, осуществляемых с различными целями (развивающими, деструктивными и др.).
В области психодиагностики развивает положение о невозможности стандартного теста творческого мышления как «стандарта измерения нестандартности». Обнаружил и проанализировал ошибку в диагностическом задании PISA-2012 на творческое мышление: разработчики заранее создали закрытый список творческих ответов, которым руководствовались при оценивании, не учитывая другие возможные правильные решения.
Монография А. Н. Поддьякова «Психология конкуренции в обучении» (М.: Изд. дом ГУ-ВШЭ, 2006) заняла 1-е место на Всероссийском конкурсе психологических изданий в номинации «Лучшая монография по психологии — 2007».

## Научные труды

### Монографии
- Поддьяков А. Н. Исследовательское поведение: стратегии познания, помощь, противодействие, конфликт. 2-е изд., испр. и доп. М.: PER SE, 2006. 240 с.
- Поддьяков А. Н. Психология конкуренции в обучении. М.: Изд. дом ГУ-ВШЭ, 2006. 231 с.
- Поддьяков А. Н. Компликология: создание развивающих, диагностирующих и деструктивных трудностей. М.: Изд. дом Высшей школы экономики, 2014. 278 с.

### Учебники
- Поддьяков А. Н. Решение комплексных задач // Когнитивная психология: Учебник для вузов / Под ред. В. Н. Дружинина, Д. В. Ушакова. М.: ПЕР СЭ, 2002. С. 225—233.

### Статьи

#### Научные
на русском языке
- Поддьяков А. Н. Противодействие обучению и развитию как психолого-педагогическая проблема // Вопросы психологии. 1999. № 1. С. 13-20.
- Поддьяков А. Н. Философия образования: проблема противодействия // Вопросы философии. 1999. № 8. С. 119—128.
- Поддьяков А. Н. Мышление и решение задач // Энциклопедия для детей. Т. 18. Ч. 2. Архитектура души. Психология личности. Мир взаимоотношений. Психотерапия. М.: Аванта+, 2002. С. 124—152.
- Поддьяков А. Н. Образ мира и вопросы сознательности учения: современный контекст // Вопросы психологии. 2003. № 2. С. 122—132.
- Поддьяков А. Н. Конфронтационность в образе мира участников образовательного процесса // Вестник Московского университета. Сер.14. Психология. 2004. № 1. С. 15-22.
- Поддьяков А. Н. Поведение при конкуренции: противодействие обучению соперника и «троянское» обучение // Психолого-педагогическая наука в практике современного образования. В 2-х ч. Ч. 1 / Под общей ред. М. Г. Ковтунович и С. Б. Малых. М.: ПЕР СЭ, 2004. С. 46-51.
- Поддьяков А. Н. Противодействие обучению и развитию другого субъекта // Психологический журнал. 2004. № 3. С. 61-70.
- Поддьяков А. Н. Противодействие обучению конкурента и «троянское» обучение в экономическом поведении // Психология. Журнал Высшей школы экономики. 2004. Том.1. № 3. С. 65-82.
- Поддьяков А. Н. Психодиагностика интеллекта: выявление и подавление способностей, выявление и подавление способных // Психология. Журнал Высшей школы экономики. 2004. Том.1. № 4. С. 75-80.
- Поддьяков А. Н., Вальсинер Я. Выбраться из нищеты, не теряя блеска // Психология. Журнал Высшей школы экономики. 2005. Том. 2. № 1. С. 102—111.
- Поддьяков А. Н. Интеллектуальный диапазон Владимира Николаевича Дружинина // Психология способностей: современное состояние и перспективы исследований: Материалы конференции, посвящённой памяти В. Н. Дружинина, ИП РАН, 19-20 сентября 2005 г. М.: Изд-во «Ин-т психологии РАН», 2005. С. 450—451.
- Поддьяков А. Н. Конкуренция средств диагностики способностей // Психология способностей: современное состояние и перспективы исследований: Материалы конференции, посвящённой памяти В. Н. Дружинина, ИП РАН, 19-20 сентября 2005 г. М.: Изд-во «Ин-т психологии РАН», 2005. С. 131—136.
- Поддьяков А. Н. Конкуренция средств психодиагностики: тесты познавательного развития (недоступная ссылка) // 4-я Всероссийская научно-практическая Интернет-конференция с международным участием «Психолого-педагогическая наука современному образованию». 29 марта — 20 декабря 2005 г.
- Поддьяков А. Н. Психология конкуренции в обучении и образовании при экономическом соперничестве // Проблемы экономической психологии в изменяющейся России. Сборник материалов Всероссийской научно-практической конференции. Владимир, 2005. С. 273—275.
- Поддьяков А. Н. Стимулирование и подавление творчества в диагностике и обучении // Тезисы 1-й международной конференции «Творчество: взгляд с разных сторон». Москва, Ин-т психологии РАН. 15-18 сентября 2005 г.
- Поддьяков А. Н. Виды «троянского обучения» в структуре рефлексивного управления // Третья международная конференция по проблемам управления (20-22 июня 2006 года): Тезисы докладов в 2-х томах. Том. 2. М.: Институт проблем управления, 2006. С. 60.
- Поддьяков А. Н. Вступительное слово к специальной теме выпуска «Экономическая психология — область междисциплинарных исследований» // Психология. Журнал Высшей школы экономики. 2006. № 3. С. 88-111.
- Поддьяков А. Н. Зоны развития, зоны противодействия и пространство ответственности (недоступная ссылка) // Культурно-историческая психология. 2006. № 2. С. 68-79.
- Поддьяков А. Н. Инвариантный и системно-динамический подходы к обучению исследовательской деятельности // Исследовательская работа школьников. 2006. № 1. С. 47-60.
- Поддьяков А. Н. Исследовательское поведение // Современный психологический словарь / Под ред. Б. Г. Мещерякова, В. П. Зинченко. СПб.: Прайм-Еврознак, 2006. С. 165.
- Поддьяков А. Н. Методологические основы изучения и развития исследовательской деятельности // Исследовательская деятельность учащихся в современном образовательном пространстве / Под ред. А. С. Обухова. М.: НИИ школьных технологий, 2006. С. 51-58.
- Поддьяков А. Н. Непереходность (нетранзитивность) отношений превосходства и принятие решений // Психология. Журнал Высшей школы экономики. 2006. № 3. С. 88-111.
- Поддьяков А. Н. Нетранзитивность превосходства при взаимодействиях: междисциплинарный анализ // Когнитивный анализ и управление развитием ситуаций. Труды 6-й Международной конференции / Под ред. З. К. Авдеевой, С. В. Ковриги. М.: Институт проблем управления РАН, 2006. С. 29-40.
- Поддьяков А. Н. Образ мира участников образовательного процесса // Психологическая теория деятельности: вчера, сегодня, завтра / Под ред. А. А. Леонтьева. М.: Смысл, 2006. С. 284—293.
- Поддьяков А. Н. Обучение со злым умыслом // Мы и мир: Психологическая газета. 2006. № 9 (121). С. 7.
- Поддьяков А. Н. Парадоксы тестовой диагностики творчества // Психология индивидуальности. Материалы Всероссийской конференции. Москва, 2-3 ноября 2006 г. / Отв. ред. В. Д. Шадриков. М.: Изд. дом ГУ ВШЭ, 2006. С. 432—435.
- Поддьяков А. Н. Противодействие исследовательскому поведению и исследовательское поведение как защита от противодействия // Исследовательская работа школьников. 2006. № 3. С. 34-49.
- Поддьяков А. Н. Пространство ответственности «Я» // Современный психологический словарь / Под ред. Б. Г. Мещерякова, В. П. Зинченко. СПб.: Прайм-Еврознак, 2006. С. 313—314.
- Поддьяков А. Н. Содействие и противодействие развитию исследовательского поведения и обучаемости // Психология образования: культурно-исторические и социально-правовые аспекты. Материалы 3-й Национальной научно-практической конференции. М.: Федерация психологов образования России, 2006. Т. 1. С. 285—287.
- Поддьяков А. Н. Содействие и противодействие творчеству и интеллектуальной деятельности как факторы системной социальной детерминации // Материалы итоговой научной конференции Института психологии РАН (1-2 февраля 2006 г.). М.: Изд-во «Институт психологии РАН», 2006. С. 158—170.
- Поддьяков А. Н. Содействие и противодействие творческой и интеллектуальной деятельности как системные факторы социальной детерминации // Психология перед вызовом будущего: Материалы научной конференции, приуроченной к 40-летию факультета психологии МГУ. 23-24 ноября 2006 г. М.: МГУ, 2006. С. 402—403.
- Поддьяков А. Н. Троянское обучение в структуре рефлексивного управления // Рефлексивные процессы и управление. 2006. № 2. С. 84-95.
- Поддьяков А. Н. Троянское обучение и личностное развитие // Сборник материалов научно-практической конференции «Психолого-педагогическая поддержка развивающейся личности в условиях Московской области» / Под ред. Д. В. Солдатова. Орехово-Зуево: МГОПИ, 2006. С. 11-16.
- Поддьяков А. Н. Ценности и цели экспертов в образовании: баланс помощи и противодействия // Экспертиза в современном мире: от знания к деятельности / Под ред. Г. И. Иванченко, Д. А. Леонтьева. М.: Смысл, 2006. С. 318—327.
- Поддьяков А. Н. Феноменология и практика исследовательской деятельности учащихся. Рецензия на книгу: Обухов А. С. Развитие исследовательской деятельности учащихся. М.: Прометей, 2006 // Исследовательская работа школьников. 2006. № 2. С. 213—214.
- Поддьяков А. Н. Альтер-альтруизм // Психология. Журнал Высшей школы экономики. 2007. Т. 4. № 3. С. 98-107.
- Поддьяков А. Н. Зрелость и незрелость к контексте ортогенетического закона развития (недоступная ссылка) // Феномен и категория зрелости в психологии / Отв. ред. А. Л. Журавлёв, Е. А. Сергиенко. М.: Изд-во «Институт психологии РАН», 2007. С. 47-60.
- Поддьяков А. Н. Сравнительная психология развития Х. Вернера в современном контексте (недоступная ссылка) // Культурно-историческая психологии. 2007. № 1. С. 63-71.
- Поддьяков А. Н. Сравнительная психология умственного развития // Вопросы психологии. 2007. № 3. С. 166—168.
- Поддьяков А. Н. Троянское обучение и сопротивление ему // Народное образование. 2007. № 1. С. 186—193.
- Калуцкая И. Н., Поддьяков А. Н. Представления о макиавеллизме: разнообразие подходов и оценок (недоступная ссылка) // Культурно-историческая психология. 2007. № 4. С. 78-89.
- Поддьяков А. Н. Альтер-альтруизм в социальных отношениях // Психология общения: тренинг человечности. Тезисы международной научно-практической конференции, посвящённой 70-летию со дня рождения Л. А. Петровской (Москва, 15-17 ноября 2007 г.). М.: Смысл, 2007. С. 288—289.
- Поддьяков А. Н. Альтер-альтруизм и рефлексия // Рефлексивные процессы и управление. Сборник материалов 6-го Международного симпозиума. Москва, 10-12 октября 2007 г. / Под ред. В. Е. Лепского. М.: Когито-Центр, 2007. С. 83-85.
- Поддьяков А. Н. Троянское обучение: альтруизм, эгоизм, альтер-альтруизм // Психология образования: подготовка кадров и психологическое просвещение. Материалы IV Национальной научно-практической конференции. М.: ООО «Федерация психологов образования России», 2007. С. 266—267.
- Поддьяков А. Н. Типы преднамеренного создания трудностей и совладание с ними // Психология совладающего поведения: материалы Международной научно-практической конференции / Отв. ред. Е. А. Сергиенко, Т. Л. Крюкова. Кострома: КГУ им. Н. А. Некрасова, 2007. С. 56-58.
- Поддьяков А. Н. Социо-культурный контекст развития исследовательского поведения: содействие и противодействие // Материалы IV съезда Российского психологического общества. 18-21 сентября 2007 г. Том III. Ростов-на-Дону, 2007. С. 55.
- Поддьяков А. Н. Кросс-культурные исследования интеллекта и творчества: проблемы тестовой диагностики // Культурно-историческая психология: современное состояние и перспективы. Материалы международной конференции. М.: ООО «АЛВИАН», 2007. С. 201—207.
- Поддьяков А. Н. Противодействие обучению конкурентов и троянское обучение в информационных технологиях. (недоступная ссылка) Доклад на 1-й Международной конференции по бизнес-информатике. Звенигород, 9-11 октября 2007 г.
- Поддьяков А. Н. Неопределённость в решении комплексных проблем (недоступная ссылка) // Человек в ситуации неопределённости / Гл. ред. А. К. Болотова. Гос. ун-т — Высшая школа экономики. М.: ТЕИС, 2007. С. 177—193.
- Поддьяков А. Н. Преднамеренное создание трудностей и совладание с ними // Психологические исследования. Электронный журнал. 2008. № 1.
- Поддьяков А. Н. Типы преднамеренного создания трудностей и совладание с ними // Совладающее поведение: современное состояние и перспективы / Под ред. А. Л. Журавлёва, Т. Л. Крюковой, Е. А. Сергиенко. М.: Изд-во «Институт психологии РАН», 2008. С. 97-112.
- Поддьяков А. Н. Умственное развитие и принцип дифференциации. Рецензия на книгу: Чуприкова Н. И. Умственное развитие. Принцип дифференциации. СПб.: Питер, 2007 // Вопросы психологии. 2008. № 2. С. 174—177.
- Поддьяков А. Н. Создание трудностей как расширение и ограничение познавательных возможностей других субъектов // Современная психология мышления: смысл в познании. М.: Смысл, 2008. С. 350—352.
- Поддьяков А. Н. Представления о личности Никколо Макиавелли и личностной черте «макиавеллизм» // Методология и методы психологического исследования (культурно-исторический аспект). Сборник тезисов 9-й международной психологической конференции «Чтения памяти Л. С. Выготского» / Сост. Е. Е. Кравцова, Г. Б. Ховрина. М., РГГУ, 2008. С. 148—150.
- Поддьяков А. Н. Развитие понимания транзитивности и нетранзитивности отношения превосходства // Третья международная конференция по когнитивной науке: Тезисы докладов. В 2 т. М.: Художественно-издательский центр, 2008. Т. 2. С. 414—416.
- Поддьяков А. Н. Создание трудностей для других субъектов: мотивация и способности // Психология индивидуальности. Материалы 2-й Всероссийской конференции. Москва, 12-14 ноября 2008 г. / Отв. ред. А. К. Болотова. М.: Изд. дом ГУ ВШЭ, 2008. С. 155—157.
- Поддьяков А. Н. Типы противодействия в помогающем поведении (недоступная ссылка) // Психология сегодня: теория, образование и практика / Под ред. А. Л. Журавлёва, Е. А. Сергиенко, А. В. Карпова. М.: Изд-во «Институт психологии РАН», 2009. С. 181—187.
- Поддьяков А. Н. Конкуренция и конфликты участников образовательного процесса // Педагогическая психология: теория и практика / Под ред. Л. В. Солдатовой и Д. В. Солдатова. Орехово-Зуево: МГОГИ, 2009.
- Поддьяков А. Н. Психологические последствия столкновения с ложными формами помощи: постановка проблемы // Психологическое здоровье субъектов педагогического процесса / Под ред. Е. Е. Копченовой. Орехово-Зуево: МГОГИ, 2009.
- Поддьяков А. Н. Типы соотношений интеграции и дифференциации в развивающихся системах // Теория развития: дифференционно-интеграционная парадигма. Москва: Языки славянских культур, 2009.
- Поддьяков А. Н. Управление интеллектуальными трудностями, создаваемыми для других субъектов // Четвёртая международная конференция по проблемам управления (26 — 30 января 2009 года): Сборник трудов. М.: Институт проблем управления им. В. А. Трапезникова РАН, 2009. С. 1350—1355.
- Поддьяков А. Н. Создание трудностей как расширение и ограничение познавательных возможностей других людей // Психолого-педагогические проблемы одарённости: теория и практика: Материалы VI Международной конференции. Иркутск: Иркутский государственный университет, 2009.
- Поддьяков А. Н. Практика оборонительного обмана: две культурно-исторические традиции осуждения и оправдания // «Камень, который презрели строители». Культурно-историческая теория и социальные практики. Сборник тезисов Х международной конференции «Чтения памяти Л. С. Выготского» (Москва, 17-20 ноября 2009 г). М.: РГГУ, 2009. С. 311—317.
- Поддьяков А. Н. Ложь злоумышленнику о нахождении жертвы: к рефлексивному анализу эссе Канта // Рефлексивные процессы и управление. Сборник материалов VII Международного симпозиума 15-16 октября 2009 г., Москва / Под ред. В. Е. Лепского. М.: Когито-Центр, 2009. С. 215—217.

на других языках
- Poddiakov A. N. Preschoolers' acquirement of competences in factor combining and factor interaction // Developmental tasks: towards a cultural analysis of human development / J. ter Laak, P. G. Heymans, A. I. Podol’skij (Eds.). Dordrecht: Kluwer Academic Publishers. 1994. pp. 173–186.
- Poddiakov A. N. Counteraction as a crucial factor of learning, education and development: opposition to help // Forum: Qualitative Social Research / Forum: Qualitative Social Research. 2001. Vol. 2(3).
- Poddiakov A. N. The space of responsibility of cultural psychology. Review essay on the book: Benson C. The cultural psychology of self: place, morality and art in human worlds. London and New York: Routledge, Taylor and Francis Group, 2001 // Culture and psychology. 2002. Vol. 8 (3). pp. 327–336.
- Poddiakov A. N. The philosophy of education: the problem of counteraction // Journal of Russian and East European Psychology. 2003, Vol. 41, N 6, pp. 37–52.
- Poddiakov A. N. Considering counter-narratives: Narrating, resisting, making sense / Bamberg M., Andrews M. (Eds.). Amsterdam: John Benjamins, 2004. pp. 137–143.
- Poddiakov A. N. Teaching economic thought: landscapes after battles. Commentary on the article: van Bavel R., Gaskell G. Narrative and systemic modes of economic thought // Culture & psychology. 2004. Vol. 10 (4). pp. 441–453.
- Poddiakov A. N. «Trojan horse» teaching in economic behavior // Social Science Research Network, 2004.
- Poddiakov A. N. Coping with problems created by others: directions of development. Commentary on the articles: Hedegaard, M. Strategies for dealing with conflicts in value positions between home and school: influences on ethnic minority students’ development of motives and identity, and Schousboe, I. Local and global perspectives on the everyday lives of children // Culture & Psychology. 2005, 11(2), pp. 227–240.
- Poddiakov A. N. Ambivalence and cognitive heuristics for dealing with ambiguity in complex social worlds // Estudios de Psicologia. 2006. Vol. 27. № 1. P. 101—116.
- Poddiakov A. N. Developmental comparative psychology and development of comparisons // Culture & psychology. 2006. Vol. 12 (3). P 352—377.
- Poddiakov A. N. Zones of development, zones of counteraction, and the area of responsibility // Cultural-historical psychology. Digest. 2006. № 1-3. P. 14-15.
- Poddiakov A. N. Striving towards novelty in a scientific dialogue // Otherness in Question: Labyrinths of the Self / L. Simao, J. Valsiner (Eds.). Greenwich: Information Age Publishing, 2007. P. 215—226.
- Poddiakov A. N. Development and inhibition of learning abilities in agents and intelligent systems // Proceedings of IADIS International conference «Intelligent systems and agents» / Ed. by A.P.dos Reis, K.Blashki, Y.Xiao. July 3-8, 2007. Lisbon, Portugal. P. 235—238.
- Poddiakov A. N. Mental development. The differentiation principle // Social Sciences. 2008. Vol.39. No. 4. P. 162—166.

### Научно-популярные
- Поддьяков А. Н. Ты гений или просто умный? (У интеллекта и творческих способностей разная природа) // Знание – сила. 2002. № 9. С. 78-81.
- Поддьяков А. Н. Тест творчества — «синяя птица» психологии // Знание – сила. 2003. № 5. С. 101—104.
- Поддьяков А. Н. Исследовательская активность ребёнка // Детский сад от А до Я. 2004. № 2. С. 10-20.
- Поддьяков А. Н. Толерантное противодействие интолерантности в обучении // Век толерантности. 2004. № 8. С. 44-57.
- Поддьяков А. Н. Игривые предки мультитачей // Компьютерра. 2008. № 31 (747). С. 30-33
- Поддьяков А. Н. Камень, ножницы, бумага в небумажных областях // Компьютерра. 2008. № 23 (739). С. 48-51.
- Поддьяков А. Н. Конструирование трудностей «для мозгов» // Компьютерра. 2008. № 27-28 (743—744).
- Поддьяков А. Н. Развитие способностей к саморазвитию: образовательные сообщества и конструктивизм // Компьютерра. 2008. № 44 (760). С. 24-29.
- Поддьяков А. Н. Троянское обучение в информационных технологиях // Компьютерра. 2008. № 13 (729). С. 48-51.
- Поддьяков А. Н. Обманщик хуже урагана? // Компьютерра. 2008. № 40 (756). С. 46.